# Rzeczniów (gmina)
Pour les articles homonymes, voir Rzeczniów.
Rzeczniów est une gmina rurale (gmina wiejska) du powiat de Lipsko dans la Voïvodie de Mazovie, dans le centre-est de la Pologne.
Son siège administratif (chef-lieu) est le village de Rzeczniów, qui se situe environ 16 kilomètres à l'ouest de Lipsko (siège de la Powiat) et 124 kilomètres au sud de Varsovie (capitale de la Pologne).
La gmina couvre une superficie de 103,69 km2 pour une population de 4 731 habitants en 2006.

## Histoire
De 1975 à 1998, la gmina est attachée administrativement à la voïvodie de Radom.

Depuis 1999, elle fait partie de la voïvodie de Mazovie.

## Géographie
La gmina de Rzeczniów inclut les villages et localités suivantes :

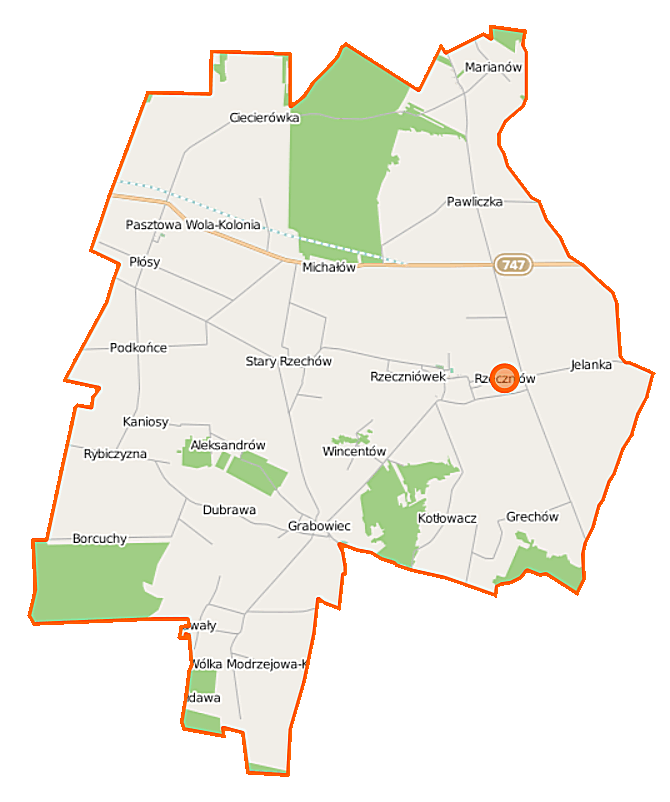
Plan de la gmina

- Ciecierówka
- Dubrawa
- Grabowiec
- Grechów
- Jelanka
- Kotłowacz
- Marianów
- Michałów
- Osinki
- Pasztowa Wola
- Pasztowa Wola-Kolonia
- Pawliczka
- Płósy
- Podkońce
- Rybiczyzna
- Rzechów-Kolonia
- Rzeczniów
- Rzeczniów-Kolonia
- Rzeczniówek
- Stary Rzechów
- Wincentów
- Wólka Modrzejowa
- Wólka Modrzejowa-Kolonia
- Zawały

### Gminy voisines
La gmina de Rzeczniów est voisine des gminy suivantes :
- Brody
- Ciepielów
- Iłża
- Lipsko
- Sienno

## Structure du terrain
D'après les données de 2002, la superficie de la commune de Rzeczniów est de 103,69 km2, répartis comme tel :
- terres agricoles : 80%
- forêts : 15%

La commune représente 13,87% de la superficie du powiat.

## Démographie
Données du 31 décembre 2012 :
| description        | Total  | Total | Femmes | Femmes | Hommes | Hommes |
| ------------------ | ------ | ----- | ------ | ------ | ------ | ------ |
| Unité              | Nombre | %     | Nombre | %      | Nombre | %      |
| population         | 4 637  | 100   | 2 315  | 49,9   | 2 322  | 50,1   |
| Densité (hab./km²) | 44,7   | 44,7  | 22,3   | 22,3   | 22,4   | 22,4   |